# Verband der Lohnsteuerzahler
Der Verband der Lohnsteuerzahler e.V. - Lohnsteuerhilfeverein - (VdL) ist ein deutscher Lohnsteuerhilfeverein.
Als Selbsthilfeeinrichtung unterstützt der Verein seine Mitglieder in Lohnsteuersachen. Insbesondere werden Einkommensteuererklärungen erstellt, Einkommensteuerbescheide geprüft und gegebenenfalls Einsprüche eingelegt. Die Mitglieder werden in steuerlichen Angelegenheiten beraten.

## Geschichte
Der Verband der Lohnsteuerzahler e.V. - Lohnsteuerhilfeverein - wurde am 19. März 1970 in Fürth gegründet, die Eintragung ins Vereinsregister erfolgte am 10. April 1970. Seit 1999 residiert der Verein in der Fürther Siemensstraße.
Mit Ausnahme der Bundesländer Hamburg und Saarland gehörten dem Lohnsteuerhilfeverein Ende 2014 nach eigenen Angaben bundesweit etwa 100 Beratungsstellen und rund 30.000 Mitglieder an. Etwa 100 Mitarbeiter sind dort beschäftigt.

## Vereinszweck und Vereinsaufgaben
Laut Satzung ist der Verein eine Selbsthilfeeinrichtung von Arbeitnehmern zur Hilfeleistung in Lohnsteuersachen für seine Mitglieder. Die Vereinsaufgabe ist die ausschließliche Hilfeleistung in Steuersachen im Rahmen der Befugnis nach § 4 Nr. 11 des Steuerberatungsgesetzes (StBerG).
Die Berater des Lohnsteuerhilfevereins erstellen für die Mitglieder die Einkommensteuererklärung, berechnen die voraussichtliche Steuererstattung, überprüfen den Steuerbescheid, legen ggf. Einspruch gegen fehlerhafte Einkommensteuerbescheide ein, stellen Anträge (z. B. auf Lohnsteuerermäßigung, Kindergeld oder Arbeitnehmersparzulage), beraten in steuerlichen Angelegenheiten und führen den Schriftverkehr mit der Finanzverwaltung.
Die Zentrale des Lohnsteuerhilfevereins informiert die Mitarbeiter vor Ort über aktuelle Steuerthemen, führt Schulungen durch und betreibt eine zentrale Hotline zur Unterstützung der Beratungsstellen.

## Organe des Vereins
Zwei Vorsitzende, die für die Dauer von 5 Jahren bestellt werden, bilden mit den Vorstand. Das zweite Organ ist die Vertreterversammlung: Sie nimmt den jährlichen Vorstandsbericht über die Vereinsentwicklung sowie den jährlichen Geschäftsprüfungsbericht entgegen und erteilt die Entlastung für den Vorstand wegen seiner Geschäftsführung. Die Mitglieder wählen aus ihren Reihen für die Dauer von vier Jahren mindestens 50 Mitgliedervertreter.

## Mitgliedschaft im Verein
Nur Mitglieder können die Hilfeleistung des Lohnsteuerhilfevereins in Anspruch nehmen; laut Gesetz dürfen folgende Gruppen Mitglied in einem Lohnsteuerhilfeverein werden: Personen mit ausschließlich Einkünften aus nichtselbständiger Arbeit, Einkünften aus Renten und Einkünften aus Versorgungs- und Unterhaltsleistungen und in diesen Fällen auch mit Einkünften aus Kapitalvermögen, aus Vermietung und Verpachtung und sonstigen Einkünften, wenn die Einnahmen aus diesen drei Einkunftsarten 13.000 Euro (bei Alleinstehenden) bzw. 26.000 Euro (bei zusammen Veranlagten) nicht übersteigen.
Für die Mitgliedschaft wird ein sozial gestaffelter jährlicher Mitgliedsbeitrag vom Verein erhoben.